# Colt's Manufacturing Company
Colt's Manufacturing Company (CMC) — американська компанія-виробник вогнепальної зброї, в тому числі дуже популярних американських пістолетів і револьверів під загальною назвою Кольт. Компанія розташована в Гартфорді, штат Коннектикут США. Виробляє зброю для армійських і поліцейських структур, спортивні та мисливські рушниці і гвинтівки.
Компанія Семюеля Кольта відома перш за все своєю легендарною моделлю револьверу Colt Walker, яка активно використовувалась під час громадянської війни і завоювання Дикого Заходу. Також популярна модель Colt M1911, яка використовується досі, хоча була розроблена в далекому 1911 році. Серед сучасної зброї слід відзначити автоматичну гвинтівку M16 та її новітню модифікацію M4.

## XIX століття

### Заснування

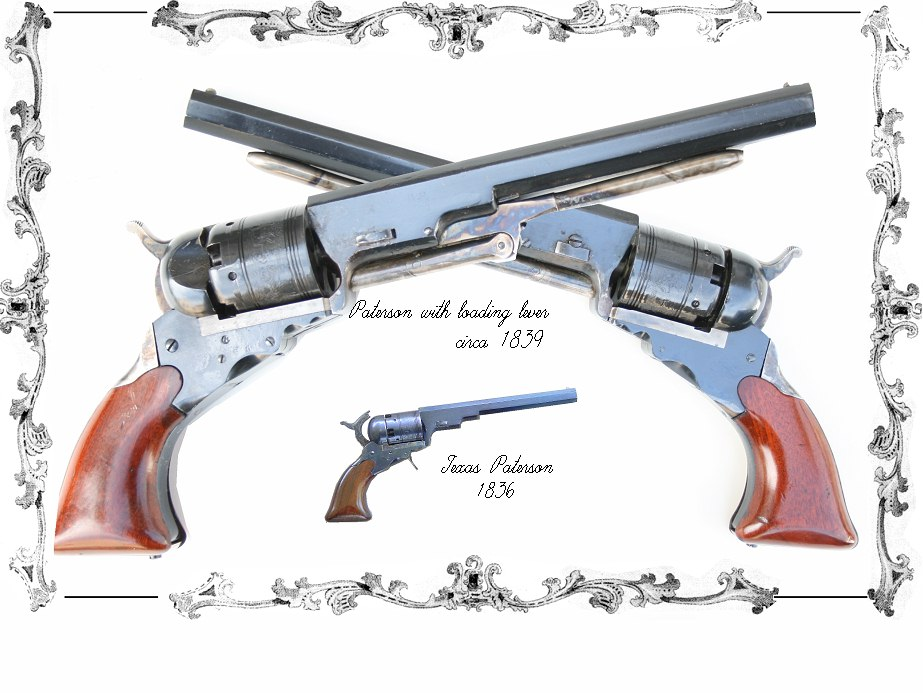
Colt Paterson

У 1836 році Семюел Кольт разом зі своєю першою моделлю револьвера вирушив до Англії за отриманням патенту, який був йому виданий 18 грудня 1836 р. Повернувшись до Америки, він і тут бере патент (25 лютого 1836 р.), а менш ніж через десять днів, 5 березня, засновує власне виробництво. В цей час Кольту ще не виповнилося 22 роки. Фірма називалася «Colts Patent Fire Arms Manufacturing Company» і знаходилася в місті Патерсон, штат Нью-Джерсі. Перша модель револьвера тому іменувалася «Colt Paterson» і вироблялась з 1836 по 1842 р.
Цей револьвер виявився досить революційним виробом, хоча сам принцип такої зброї був відомий задовго до Кольта. Йому вдалося залучити до співпраці кількох талановитих техніків і механіків. Зокрема, крім Пірсона, Кольту допоміг обладнати підприємство і організувати на ньому роботу досвідчений інженер Пліній Лотон. Сам Кольт раніше за інших зрозумів переваги машинного стандартизованого виробництва зброї і без вагань здійснив його. Крім того, він вправно використовував рекламу, що тоді мало ще застосовувалася, для збуту своєї продукції. Все це у поєднанні з дійсно вдалою конструкцією забезпечило швидкий успіх нового «винаходу».

### 1840-ві— 1850-ті
Нова зброя набувала популярності на американському Заході. Цьому сприяли і особисті контакти Кольта серед рейнджерів, що надалі стали йому у пригоді. Незважаючи на постійну реалізацію своєї зброї, Кольту не вдалося надійно профінансувати свою фірму, і наприкінці 1842 року вона збанкрутіла. Все її устаткування, верстати, інструменти і нереалізована зброя було продане за 6 200 доларів. Після цього вона не виробляла зброї протягом 5 років.
У зв'язку з військовими подіями у Техасі у 1845—1846 рр., пов'язаними з війною з Мексикою, виникла потреба у збільшенні випуску зброї. З цією метою капітан рейнджерів Семюел Волкер почав за наказом генерала Тейлера переговори з Кольтом про постачання його револьверів. Перше велике замовлення на тисячу штук було зроблене в січні 1847 року, а друге на таку ж кількість в листопаді того ж року.
Оскільки у Кольта не було свого підприємства, він звернувся до збройового фабриканта Елі Вітні в місті Віт-ней-Віл в Коннектикуті. Його фабрика була недавно модернізована, перебувала на дуже високому технічному рівні, і Кольт налагодив там випуск своєї моделі. Нова зброя позначалася як «Армійська модель 1847 року», але часто її просто називали «Colt Walker», на честь капітана рейнджерів. Вона була великою шестизарядною зброєю завдовжки 40 см калібру .44 (11,2 мм). Спусковий гачок був прикритий запобіжною скобою, а на барабані гравірувалися сцени боїв кавалеристів з індійцями. Це могутня бойова зброя активно застосовувалася в боях, і тому до нас дійшло лише декілька екземплярів, що добре збереглися. У приватних колекціонерів цей револьвер особливо цінується. Надходили нові замовлення, і Кольту було потрібне власне виробництво. Він переїздить в рідне місто Гартфорт і купує там велику ділянку землі біля річки Коннектикут, де він будує свій перший завод в 1848, велику фабрику Colt Armory в 1855, маєток, який він назвав Armsmear в 1856 і багатоквартирні будинки для своїх робочих. На виробництві він встановив 10-годинний робочий день, обідню перерву і жорстку дисципліну, яка була побудована за військовим зразком. Також для співробітників заводу був побудований клуб Charter Oak Hall, де вони могли збиратись під час обідньої перерви чи в вільний час і обговорювати новини, грати в азартні ігри тощо. Також була здійснена спроба залучити на виробництво кваліфікованих німецьких робітників, для чого було побудоване недалеко від заводу селище Кольтсвіль, яке було ідентичне з селищем, яке знаходиться біля Потсдаму.
Нове підприємство Кольта, що іменувалося тепер «Colt Firearms Company» почало виробництво з полегшеної моделі «Волкера». Вона називалася по-різному: «Old Model Army», «Colt Army Revolver 1848», але найчастіше «Colt Dragoon». Модель була лише трохи покращена, використовувалися різні форми спускової скоби, цівку вкоротили до 7,5 дюйма. Рамка руків'я виконувалася з латуні. Майже одночасно на ринок потрапила його кишенькова версія калібру .31, але п'ятизарядна, широко відома як «Baby Dragoon» з довжиною цівки 4-5 дюймів.

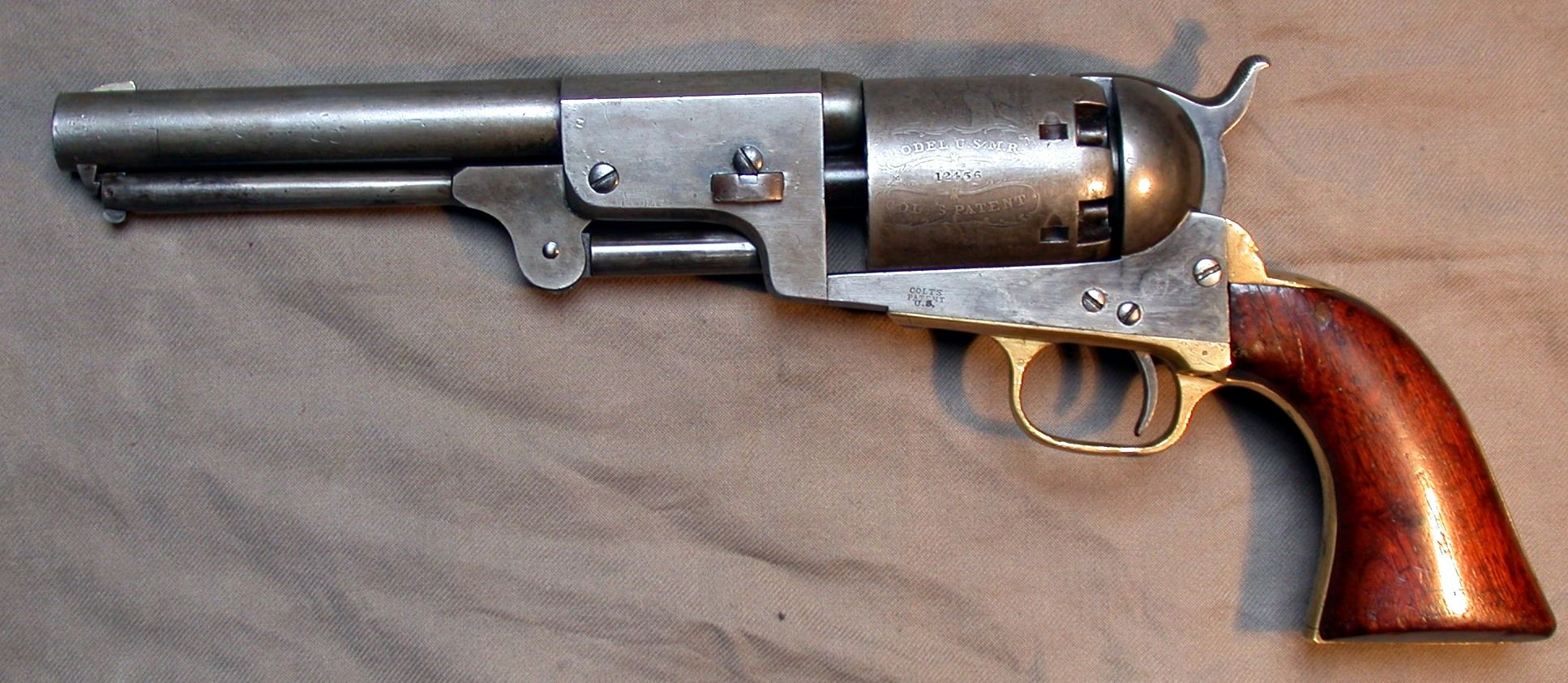
Colt Dragoon

Сильною стороною компанії було прагнення забезпечити своїми револьверами потреби різних категорій користувачів. Наприклад, спеціально для службовців компанії «Вельс Фарго», що забезпечували тоді більшість вантажопасажирських перевезень по Сполучених Штатах, був випущений в 1849 році зменшений револьвер типу «Baby Dragoon», але із цівкою завдовжки всього три дюйми.
У 1849 році відбулася подія, що зумовила долю кольтівської зброї і його фірми. Цього року були зроблені перші знахідки золота в Каліфорнії, і тисячі людей, покинувши рідні місця, стали полювати за золотом. Всі вони потребували револьверів Кольта, і золота лихоманка зробила цю зброю «легендарною». Виконуючи запити покупців, Кольт створює шестизарядну кишенькову модель .31 калібру, що набула величезного поширення як цивільна зброя. Між 1849—1875 рр. було випущено 330 тисяч штук цієї моделі. Одним з найпрестижніших військових револьверів була військово-морська модель 1851 року, відома також як «Colt 1851 Navy». Барабан був з шістьма каморами, калібр .36, довжина восьмигранної цівки дорівнювала 7,5 дюймам, а вага всієї зброї 1180 г. Барабан прикрашався гравірованою сценою морської битви і датою 16 травня 1843 року, коли кілька техаських суден здобули перемогу над численним флотом мексиканців.
Незабаром Семюел Кольт вирішив розширити сферу своєї діяльності і відкрити завод у Великій Британії. Для цього він спочатку продемонстрував свою зброю на Всесвітній виставці, яка проходила в Гайд-парку. Ця демонстрація дуже сподобалась мешканцям Лондона, тому Кольт наважився побудувати завод в Пімпліко, що на річці Темзі, незважаючи на велетенський спротив британських збройних компаній, які не хотіли ділитись ринком з американцями. Ця подія стала знаковою, оскільки показувала все більш зростаючу роль Америки в світовій промисловості.

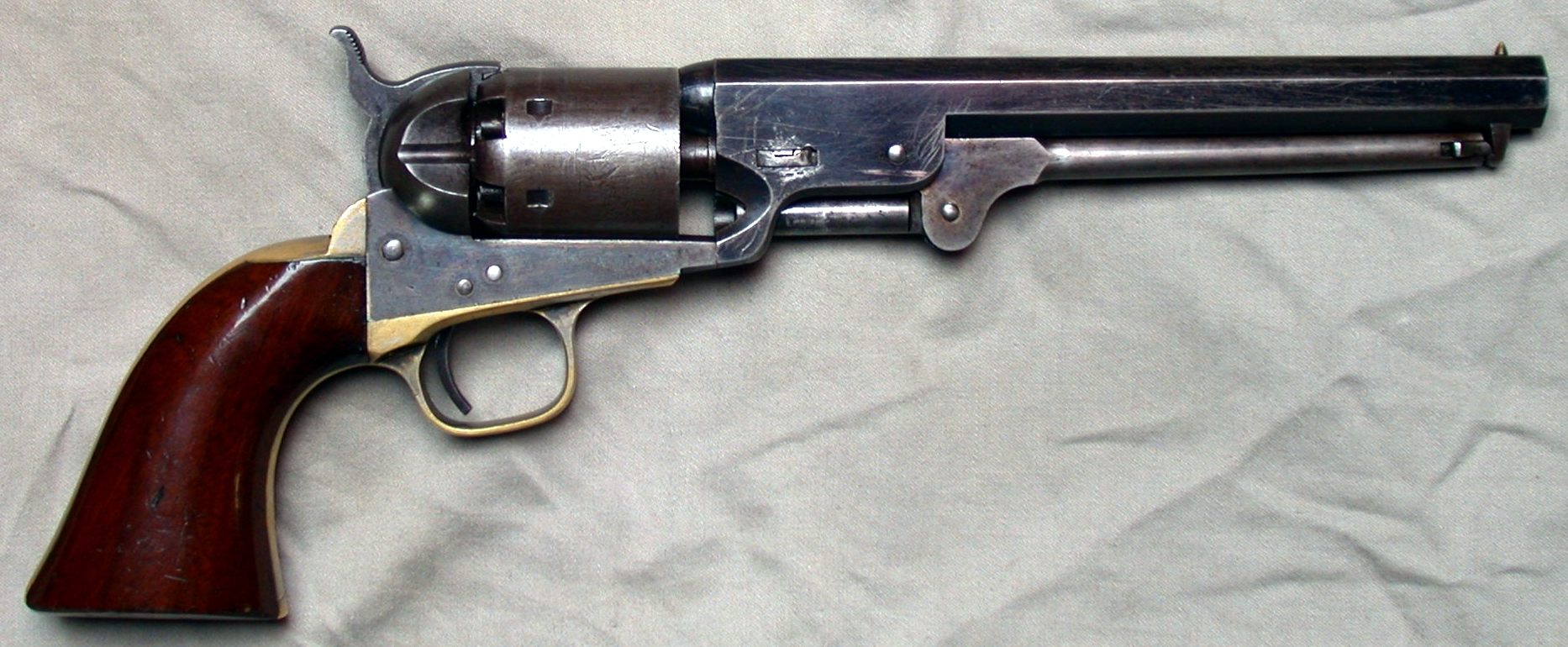
Colt Navy Model 1851

У 1854 році Британське Адміралтейство замовило 4 000 Colt 1851 Navy. У 1855 році Британська Армія також замовила 5 000 револьверів. Незважаючи на ще одне замовлення в 9 000 револьверів Кольт не зміг переконати військове відомство в доцільності прийняття на озброєння револьверів його моделі. Через неприбутковість заводу в Британії він був закритий в 1856 році. Протягом наступних кількох місяців обладнання було розібране і на кораблях переправлене в США.
Хоча США не брала участі в Кримській війні (1854—1856) зброя Кольта використовувалась усіма сторонами. У 1855 році устаткування заводу в Гартфорті було замінене сучаснішим. Деякі верстати були розроблені самим Кольтом. У 1852 році співробітник компанії, Роллін Уайт, розробив оригінальну ідею металевого патрона для револьверів, проте Кольт відкинув цю ідею. Це називають однією з найбільших помилок Кольта. Роллін Уайт залишив компанію в 1854 році, а 3 квітня 1855 року в тому таки Гартфорті він оформив патент під номером 12648 на свій оригінальний револьверний патрон. Невдовзі після цього його кар'єра продовжилась в компанії Smith & Wesson, оскільки там почали виробляти новітню конструкцію револьвера, від якої в свій час відмовився Кольт. Сміт і Вессон не взяли Уайта в долю компанії, а натомість платили йому по 25 центів за кожен вироблений револьвер. Це убезпечило компанію в майбутньому від судових позовів, а Уайта привело до фінансового краху. Протягом 1850-х — 1860-х років уряд Сполучених штатів активно захищав патент Уайта. Наприкінці 1860 року Colt Firearms Company випустив револьвер Colt Army Модель 1860, який з'явився якраз вчасно для участі в Громадянській війні.

### 1860—1865: Громадянська війна

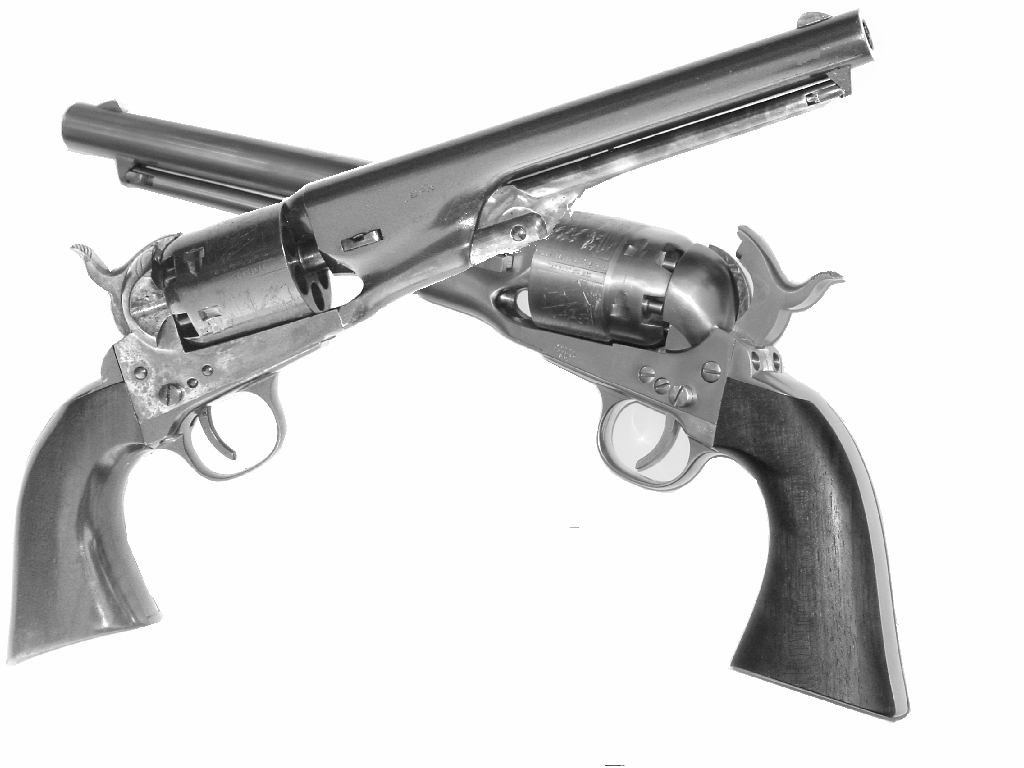
Револьвери Colt M1861 Navy і Colt Army Модель 1860, які широко використовувались під час війни

Громадянська війна в США стала часом процвітання для багатьох збройових компаній, а особливо для Colt Firearms Company, яка отримала величезне урядове замовлення на 25 000 гвинтівок. Під час війни на підприємстві Кольта працювало близько 1 500 співробітників, які виготовляли 150 000 гвинтівок і пістолетів на рік. У 1861 і 1863 роках компанія продала 107 000 копій Colt Army Модель 1860, при цьому виробництво цього револьвера наприкінці війни в 1865 році досягало 200 500 штук на рік.
Під час війни уряд також захищав патент Уайта від можливих судових позовів. Війна зробила величезні статки для компанії, довзоляючи Сему Кольту стати першим збройовим магнатом в Америці, проте він не дожив до кінця війни, оскільки помер 10 січня 1862 року. Після смерті Кольта його близький друг й інженер на виробництві Еліша К. Рут зайняв пост президента компанії. 4 лютого 1864 року пожежа знищила більшу частину заводу, включаючи озброєння, верстати, креслення і заводські записи. 1 вересня 1865 року Рут помирає, залишивши компанію зведеному брату Семюеля Кольта Річарду Джарвісу. Після громадянської війни компанія була змушена звільнити понад 800 робітників, оскільки нових замовлень майже не було.
Компанія опинилася в скрутному положенні. У патенту на оригінальні револьвери Кольта закінчився термін дії й інші компанії могли почати їх виробництво. Крім того металеві револьверні патрони набували все більшої популярності, але компанія Colt не могла їх виготовляти без ліцензії, права на яку належали компанії Smith & Wesson. Крім того Colt захищали в судових позовах своє право на оригінальні револьвери, на що також йшли великі кошти. Коли почав наближатись кінець терміну дії патенту Уайта, компанія активно почала розробляти револьвери під металевий патрон.

### 1865— 1880-ті: Повоєнний час
Перша спроба Colt розробити новий револьвер під металевий патрон була проведена інженером Туером, який вирішив змінити ударну систему старих конструкцій револьверів. Перша таке «перетворення» було запатентоване 15 вересня 1868 року (патент № 82258). Воно передбачало змінення фрезерованої задньої частини на казенну монолітну пластину, яка містила шість внутрішніх штифтів для патронів. Colt виготовили 5 000 таких револьверів, але вони не здобули популярності. Після цього було зроблено ще декілька спроб, які також не були до кінця вдалими.
У листопаді 1865 року віце-президент компанії Colt Франклін намагався придбати ліцензію на патент Уайта, але Smith & Wesson поставили на нього ціну в $1,1 млн, що, як вважав Франклін, занадто висока ціна для патенту, дія якого закінчується через три роки — в 1868 році. У той же час Colt звернув увагу на виробництво товарів, які не пов'язані зі зброєю: годинників, швейних машин, друкарських машин і велосипедів. У 1868 році Роллін Уайт подав прохання про подовження патенту, проте його прохання відхилили. Потім він звернувся до Конгресу, але й там дістав відмову. Закінчення терміну дії патенту зробило величезний поштовх для розвитку зброї в США, оскільки тепер у збройових компаній майже не було обмежень. Слідом за цим компанія Colt викупила National Arms Company (Бруклін, штат Нью-Йорк), яка була відома тим, що виробляла пістолети деррінджер під свій унікальний патрон в обхід патенту Уайта. Після придбання компанії Colt продовжили виробництво деррінджерів, паралельно запускаючи три своїх моделі Colt Derringer Models з патроном калібру .41 Short кільцевого запалення. Остання модель Colt Derringer перебувала у виробництві до 1912 року. Першою зброєю зробленою під металевий патрон в 1870 році був той таки деррінджер, який був задуманий ще компанією National Arms Company. Після цього власне компанія Colt також почала розробляти свої власні револьвери під металевий патрон.

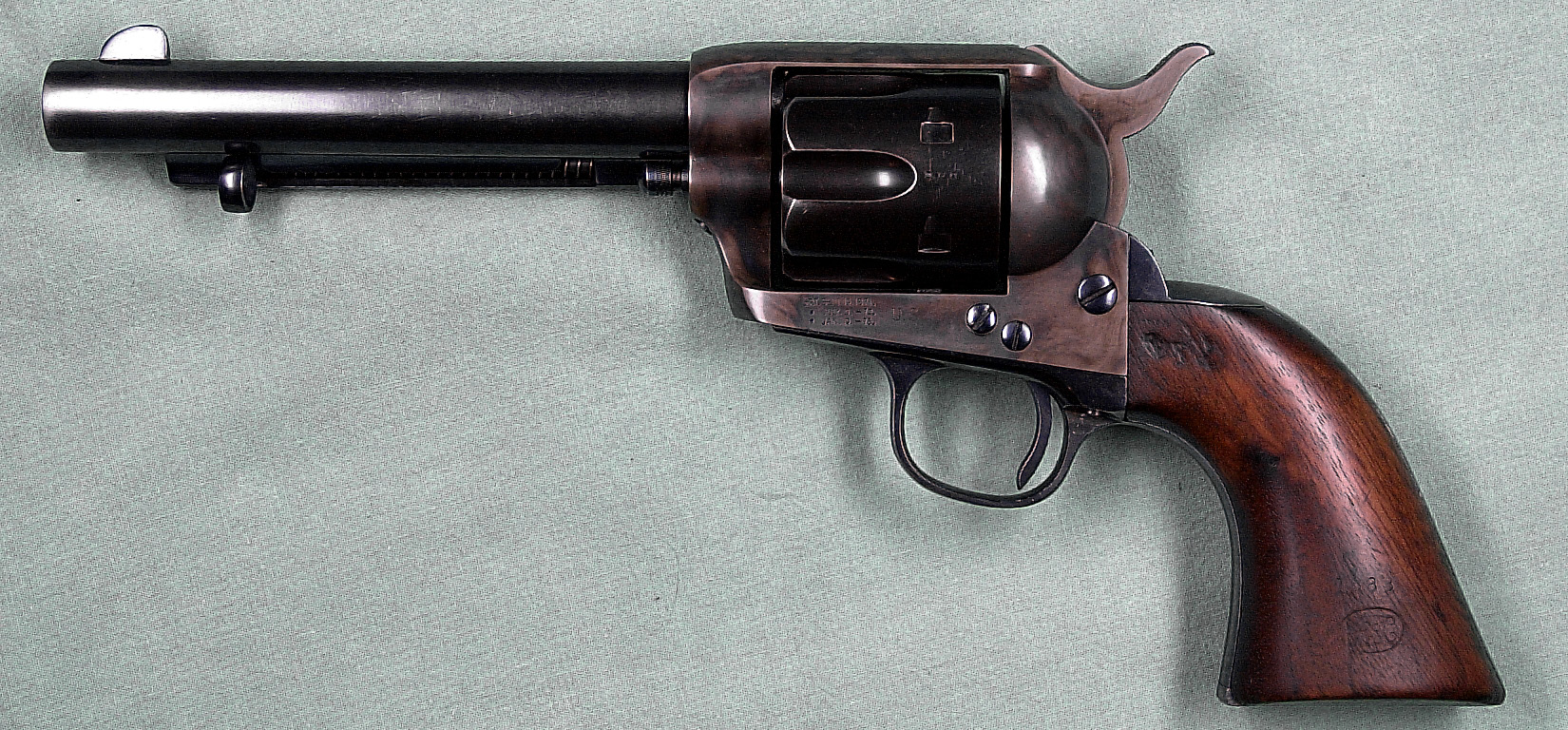
Colt Single Action Army

У 1871 році Colt представив свої перші моделі револьверів, де використовувалась казеннозарядна система з металевими патронами: Colt House з калібром .41 і Colt Open Top Pocket калібру .22. Проте керівництво хотіло більш потужну зброю, яка могла б зайняти значну позицію на ринку зброї, тому багато уваги стало приділятись розробці інженера Вільяма Мейсона, який в 1871 році почав роботу над першим револьвером калібру .44 — Colt Model 1871-72 Open Top. Компанія зареєструвала два патенти для Open Top, один в 1871 році, другий в 1872 році. Ці ж патенти були використані при розробці Colt Single Action Army — покращеної моделі Open Top, яка здобула велику популярність і вироблялась протягом тривалого часу. Виробництво Open Top тривало з 1872 по 1873 рік, коли Single Action Army почав надходити на озброєння Армії США.
Нові моделі Open Top суттєво відрізнялась від попередніх моделей як конструкцією, так і дизайном. Мейсон здійснив низку принципових перетворень і відправив на початку 1872 року револьвер на розгляд військової комісії, яка не прийняла цю модель, заявивши, що він не достатньо потужний і рама не досить міцна. Тоді Мейсон, консультуючись з іншими інженерами, трохи переробив свою конструкцію, зміцнивши її і зробивши її під потужніший калібр — .45 Colt. У тому ж 1872 році новий револьвер під назвою Colt Single Action Army був прийнятий на озброєння армією, а в 1873 році перша партія з 8 000 револьверів вже перебувала на складах. Тоді була започаткована ера револьверів конструкції Colt Single Action Army, яка також називалась «Peacemaker» (укр. Миротворець) або Colt Model 1873. Цей револьвер був одним з найпоширеніших видів зброї на Заході аж до початку XX століття. Peacemaker досі виробляється компанією Colt в шести різних калібрах, двох модифікаціях і трьох стволах.
Після успіху Colt Single Action Army, Мейсон почав проектувати перший револьвер подвійної дії для металевого патрона — Colt M1877. Слідом за цим він, в черговий раз об'єднавшись з іншими інженерами компанії (зокрема Річардсом), почав розробляти револьвер, який згодом отримав назву Colt M1878 Frontier. Це був перший револьвер подвійної дії з великою рамкою. Він поєднував у собі основні плюси револьвера Colt Single Action Army і конструкцію подвійної дії. Він був доступний в продажу в численних калібрах.

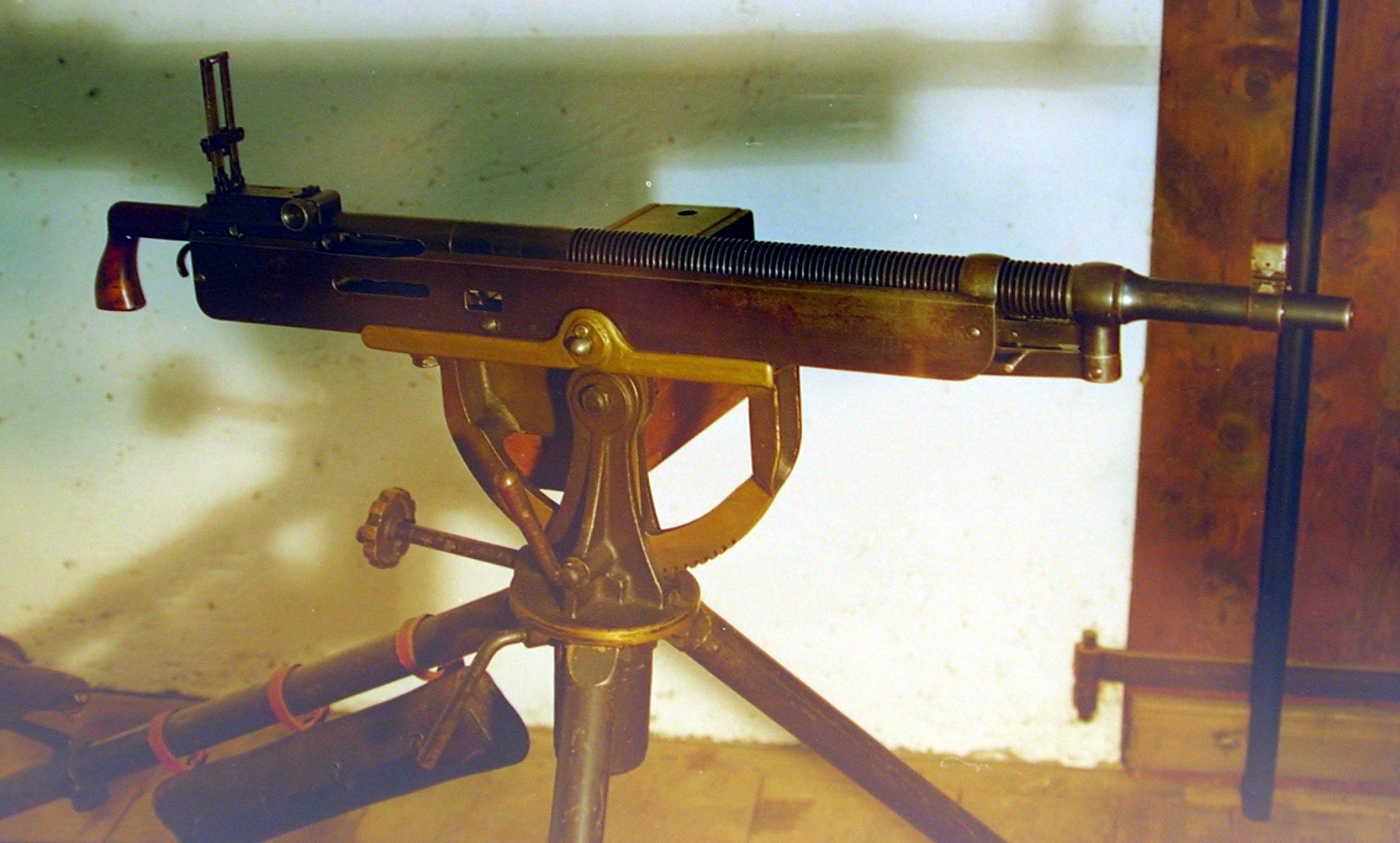
Colt-Browning M1895

Наприкінці 1880-х зброя компанії Colt знову стала дуже популярним товаром, оскільки активізувались воєнні дії між американцями і індіанцями. Револьвери Colt були на озброєнні як американських рейнджерів, так і індіанців, які їх обмінювали, крали або брали як трофейну зброю.

### 1890-ті
Компанія Colt нарешті залишила свою концепцію з револьверними дверцятами для поворотно-відкидного циліндра починаючи з моделі Colt M1889 Navy, яка нагадувала Colt M1878 і була заснована на іншому проекті Мейсона. Модель вироблялась між 1889 і 1892 рр. і була замінена моделлю Colt M1892 (калібр .38 Long Colt). Colt M1892 був замінений в 1899 році револьвером Colt New Service. Револьвери Colt New Service були доступні в декількох калібрах: .38 Special, .45 ACP (вироблявся як модель M1917) і .357 Magnum.
За контрактом з армією США Colt Arms побудував десятиствольний варіант кулемета Гатлінга з темпом стрільби 800—900 п/хв і калібром .30 Army — Colt-Browning M1895. Цей кулемет був успішно використаний під час битви при Сан-Хуан-Хілл. Colt-Browning M1895 був вироблений на заводі Colt за конструкцією Джона Браунінга у 1889 році, це був перший успішний кулемет з відведенням газів який було прийнято на службу. Цей кулемет також широко застосовувався під час іспано-американської війни.
У 1901 році Елізабет Джарвіс Кольт продала компанію Colt групі зовнішніх інвесторів, які базувались в Нью-Йорку і Бостоні.

## XX століття

### 1900-ті— 1920-ті

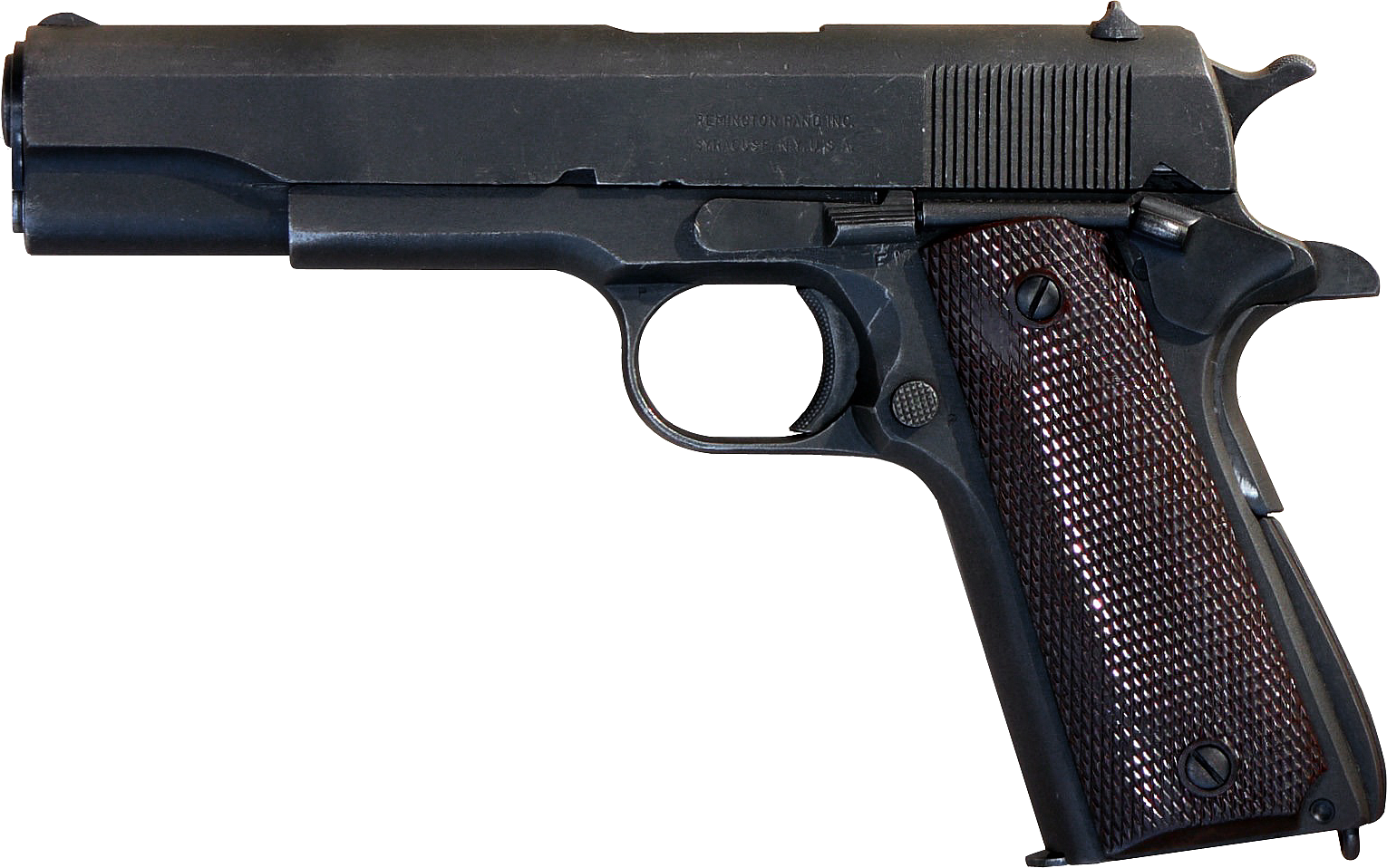
Colt M1911A1

Під час Першої світової війни Colt перевершив всі попередні виробничі досягнення. У цей час на заводі працював знаменитий зброяр Джон Браунінг, який придумав конструкцію напівавтоматичного пістолета, який дебютував як пістолет Colt M1900 і врешті-решт перетворився на Colt M1911. До вступу Америки у війну, замовлення з Канади та Сполученого королівства заповнили виробництво на три роки вперед. Colt найняв близько 4 000 нових працівників, що, рахуючи усі виробництва, складало 10 000 співробітників. Акції компанії піднялись на 400 %. До 1918 року було продано 425 000 копій M1911. Оскільки Colt вже не міг збільшити виробництво Colt M1911, тому Армія США вирішила прийняти на озброєння револьвер Colt M1917 нового сервісного калібру .45 ACP.
Оскільки для виробництва новітніх пістолетів-кулеметів Thompson не вистачало потужностей у компанії Auto-Ordnance, Джон Т. Томпсон звернувся до Colt. 18 серпня 1920 року був підписаний контракт на вироблення 15 000 одиниць зброї.
Крах фондового ринку в 1929 році і Велика депресія, яка настала після цього призвела до уповільнення виробництва Colt. В очікуванні цього, президенти компанії Вільям К. Скіннер і Семюель М. Стоун реалізував програму диверсифікації, аналогічну тій, яка була зроблена в кінці американської громадянської війни. Кольт придбав контракти для бізнес-машин, калькуляторів, посудомийних машин, мотоциклів і автомобілів — все це виготовлялось під торговою маркою Colt. Colt намагався нейтралізувати наслідки кризи за рахунок скорочення робочого тижня, зниження заробітної платні, а на різниці зарплатень тримати більше робітників, ніж це було потрібно. Ці заходи зберегли компанію в бізнесі, але з'їли надлишок капіталу, який був накопичений протягом Першої світової війни.

### 1930-ті: Велика депресія
У 1935 році після того, як рада директорів проголосували розпустити профспілку, 1 000 робітників вийшли на 13-тижневий страйк. Невдовзі почались агресивні виступи робітників: перед будинком президента компанії була закладена саморобна бомба, на щастя, ніхто не постраждав. Після оголошення судом правомірності розпуску профспілки страйки закінчились. Протягом року після страйків на завод обрушилися ураган та наводнення. Багато записів та історичних документів було втрачено.

### 1939—1945: Друга світова війна

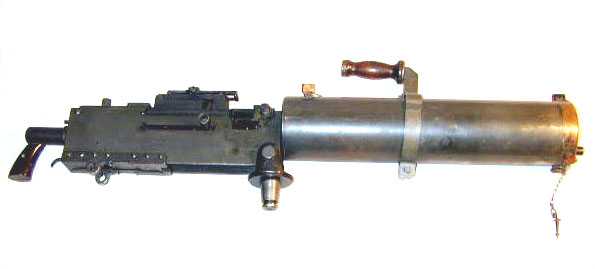
Кулемет Browning M1917

На початку Другої світової війни Colt тимчасово припинив виробництво револьверу Single Action Army, щоб приділити більше увагу виконанню замовлень на війну. Під час війни було вироблено близько 629 000 напівавтоматичних пістолетів Colt M1911, а також велику кількість Browning M1917. У компанії було зайнято 15 000 співробітників на трьох заводах, виробництво проводилось у три зміни (24 години на добу).

### 1940-ві— 1970-ті
У міру того як згасала війна попит на військову зброю зменшувався. Багато працівників і інженерів звільнились з посад, з 1945 по 1947 рр. виробництво практично зупинилось. Через неефективне використання коштів під час війни 105-річна компанія зіштовхнулась з проблемою можливого банкрутства. У вересні 1955 року рада директорів проголосувала за злиття компанії Colt з компанією Penn-Texas, яка придбала Pratt & Whitney Machine Tool в тому ж році. Крім того, у 1955 році Colt випустив один з найвідоміших револьверів в історії, Colt Python. У 1958 році Penn-Texas об'єдналась з Fairbanks-Whitney Corporation, а в 1964 році перетворений на конгломерат Colt Industries. У 1956 році Colt відновив виробництво револьвера Single Action Army і в 1961 році почав робити ювілейні версії своїх класичних моделей.
1960-ті роки були для компанії Colt дуже прибутковими, оскільки саме тоді обертів почала набирати війна у В'єтнамі. У 1968 році міністр оборони США Роберт МакНамара закрив Спрингфілдський арсенал, і до компанії Colt перейшли всі замовлення на автоматичну гвинтівку M16, яка була прийнята на озброєння Армії США в 1961 році. Загалом на заводах компанії Colt було виготовлено близько 5 млн копій цієї гвинтівки.
Наприкінці 1970-х років Військово-повітряні сили США проводили конкурс для заміни морального застарілого пістолета Colt M1911A1. Модель Beretta 92S виграла цей конкурс, але його результати були оскаржені. Кінець кінцем армія провела нові випробування, по результатам якого обрання пістолета Beretta 92F як основного для ВПС США.

### 1980-ті— 1990-ті
Загалом, 1980-ті були для компанії Colt доволі вдалими, проте насувалось закінчення Холодної війни, а отже і зменшення військових замовлень. Colt уже давно припинив розвивати напрям цивільної зброї, залишивши цей сектор конкурентам. Натомість Colt зосередились на військовому ринку, де вони мали непогані замовлення від Армії США на автоматичні гвинтівки. Ця стратегія зазнала поразки через серію подій в 1980-х роках.
У 1984 році Армія США, слідом за ВПС США повністю відмовилась від M1911A1 на користь Beretta 92F. Це була не надто велика втрата для Colt, оскільки основне виробництво M1911 було припинене ще у 1945 році. Тим часом військові замовлення на автоматичні гвинтівки зростали, оскільки військове відомство вирішило переозброїти армію модернізованими M16: на озброєння була прийнята гвинтівка M16A2, тисячі замовлень на яку надіслали до Colt.
У 1985 році працівники Colt оголосили страйк за підвищення заробітної платні. Цей страйк тривав майже 5 років і був одним з найтриваліших в американській історії. Через нестачу кваліфікованих працівників, якість виробленої зброї знизилась. У 1988 році незадоволене військове відомство США вирішило передати замовлення на гвинтівки серії M16 іншому виробнику — FN Herstal.

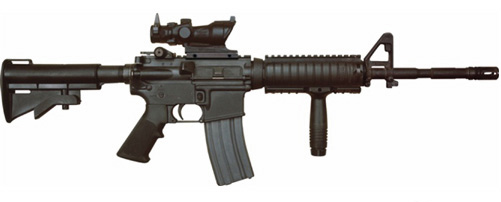
M4

Багато критики йшло на адресу компанії від потенційних клієнтів, які вважали пістолети компанії, які випускались протягом 1980-х неактуальними та застарілими. У конкуренції з такими моделями як Glock 17, які мали велику місткість та простоту конструкції, Colt не міг запропонувати нічого кращого. Розуміючи, що майбутнє компанії поставлене на карту, робітники припинили страйк, що дозволило Colt бути проданим приватним інвесторам з штату Коннектикут.
Новий Colt вперше спробував розглянути деякі з вимог ринку. Для цього були розроблені дві моделі пістолетів Double Eagle (1989 рік) і Colt All American 2000 (1992 рік), які зазнали нищівної критики з боку споживачів, оскільки Colt не тільки зрадив своєму «класичному» зовнішньому дизайну, але й схибив з боку конструкції цих моделей. Було багато нарікань на їх точність і надійність. Запуск нового продукту не вдався, тому 1994 року все виробництво нових пістолетів було припинене.
У 1991 році Радянський союз розпався, і Холодна війна різко пішла на спад. Це серйозно вдарило по всі виробникам зброї в США, особливо по компанії Colt, яка перш за все орієнтувалась на військові замовлення уряду. Через низку подій, які мали місце в 1980-х і на початку 1990-х років компанія заявила про своє банкрутство у 1992 році. У 1994 році активи компанії були придбані фінансовою групою Zilkha & Co.
Існувала думка, що Zilkha & Co домовлялись з урядом про надання компанії Colt військових замовлень. Проте, протягом цього часу Colt виграв тільки одне замовлення на виробництво автоматичних гвинтівок M4, що було зрозуміло, оскільки останніх 30 років Colt був основним виробником автоматичних гвинтівок для Армії США. У 1998 році генеральний директор Colt Рон Стюарт заявив, що він виступає за федеральну систему дозволів на вогнепальну зброю, яка передбачає спеціальне навчання і тестування на володіння зброєю. Ця заява призвела до масових бойкотів продукції компанії, що також погано виразилось на її матеріальному положенні. У жовтні 1999 року Colt заявив про припинення виробництва револьверів подвійної дії.

## XXI століття
У 2002 році фірма провела реорганізацію — було виділено підрозділ Colt Defense LLC, який спеціалізувався на постачанні зброї для силових структур, в той час як Colt's Manufacturing Company працювала на цивільному ринку. Але в 2013 році підприємство було змушене зайнятися скороченням витрат і оптимізацією ліцензійної політики та ці компанії знову були поєднані під маркою Colt Defense LLC.
З 2011 року державні замовлення різко скоротилися, але прибуток все ще перевищував $200 млн. Однак в 2014 році компанія втратила контракт на поставку гвинтівок М4 для армії США. Крім того, фінансова політика, що проводиться власником, привела до неухильного зростання боргів. У 2015 році обсяг активів компанії оцінюється в $500 млн, і в ту ж суму оцінюється її заборгованість, при цьому понад $260 млн повинні бути оплачені до 2017 року. У червні 2015 року компанія оголосила про банкрутство.

## Вогнепальна зброя

### Ударні револьвери

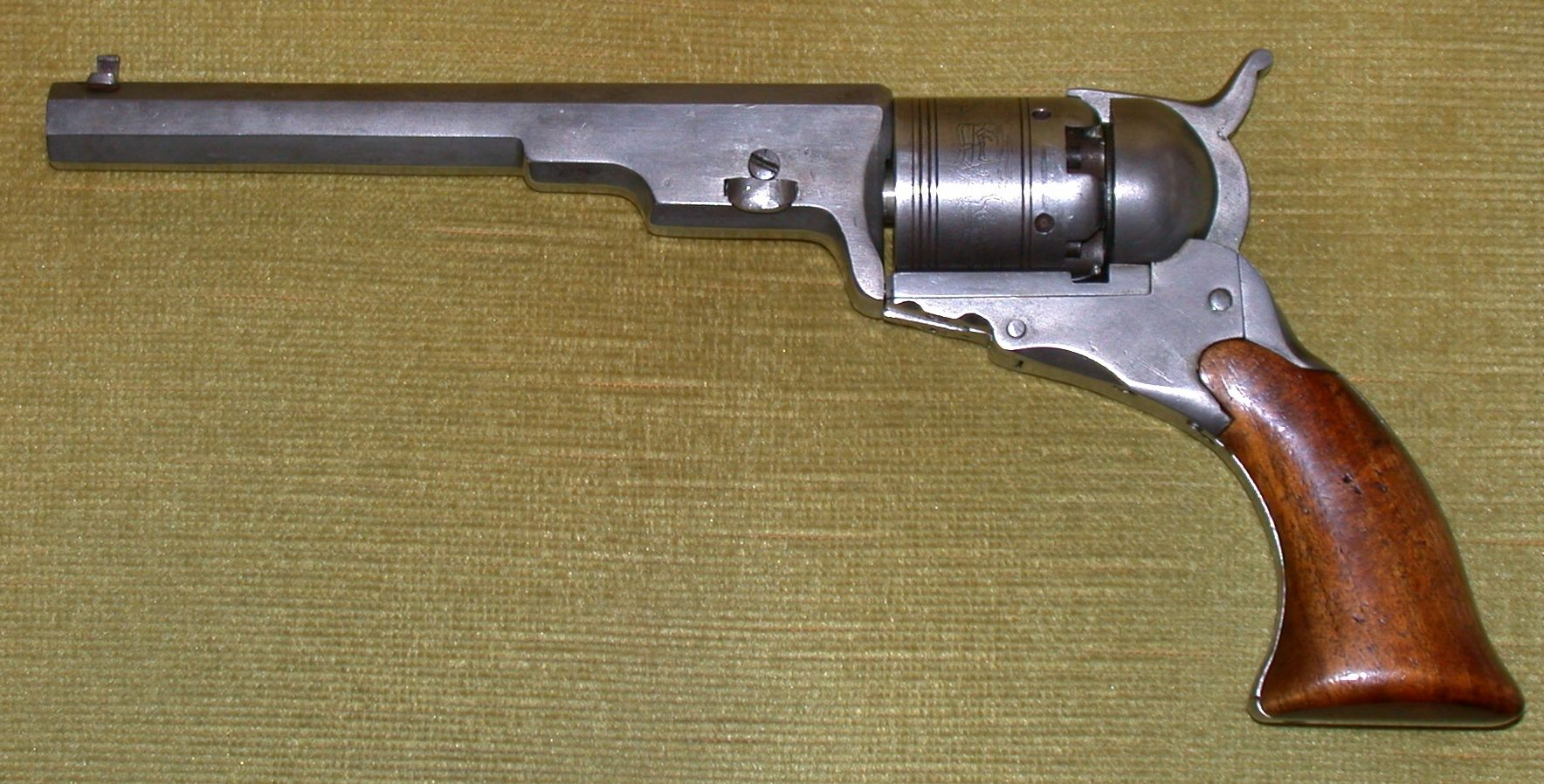
Colt Paterson

- Colt Paterson
- Colt Walker
- Colt Dragoon
- Colt Model 1849 Pocket Revolver
- Colt 1851 Navy Revolver
- Colt 1855 Sidehammer
- Colt 1860 Army
- Colt 1861 Navy
- Colt Model 1862 Pocket Police

### Револьвери під металевий патрон

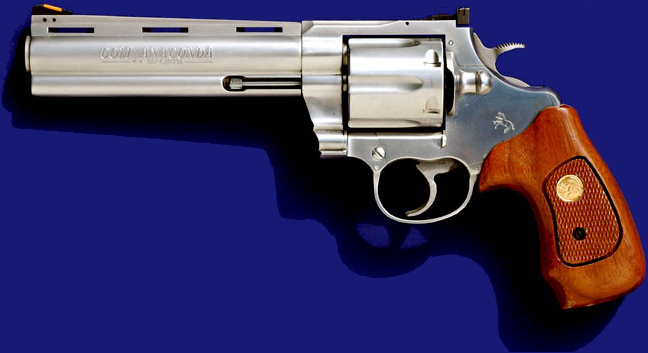
Colt Anaconda

- Револьвер Colt House
- Colt Open Top Pocket
- Colt Open Top
- Colt Single Action Army
- Colt New Line
- Colt M1877
- Colt Model 1878
- Colt M1889
- Colt M1892
- Colt New Police Revolver
- Colt M1905 New Marine
- Colt Anaconda
- Colt Police Positive
- Colt Police Positive Special
- Colt Detective Special
- Colt Cobra
- Colt Diamondback
- Colt Official Police
- Colt Python
- Colt Trooper
- Colt King Cobra

### Напівавтоматичні пістолети

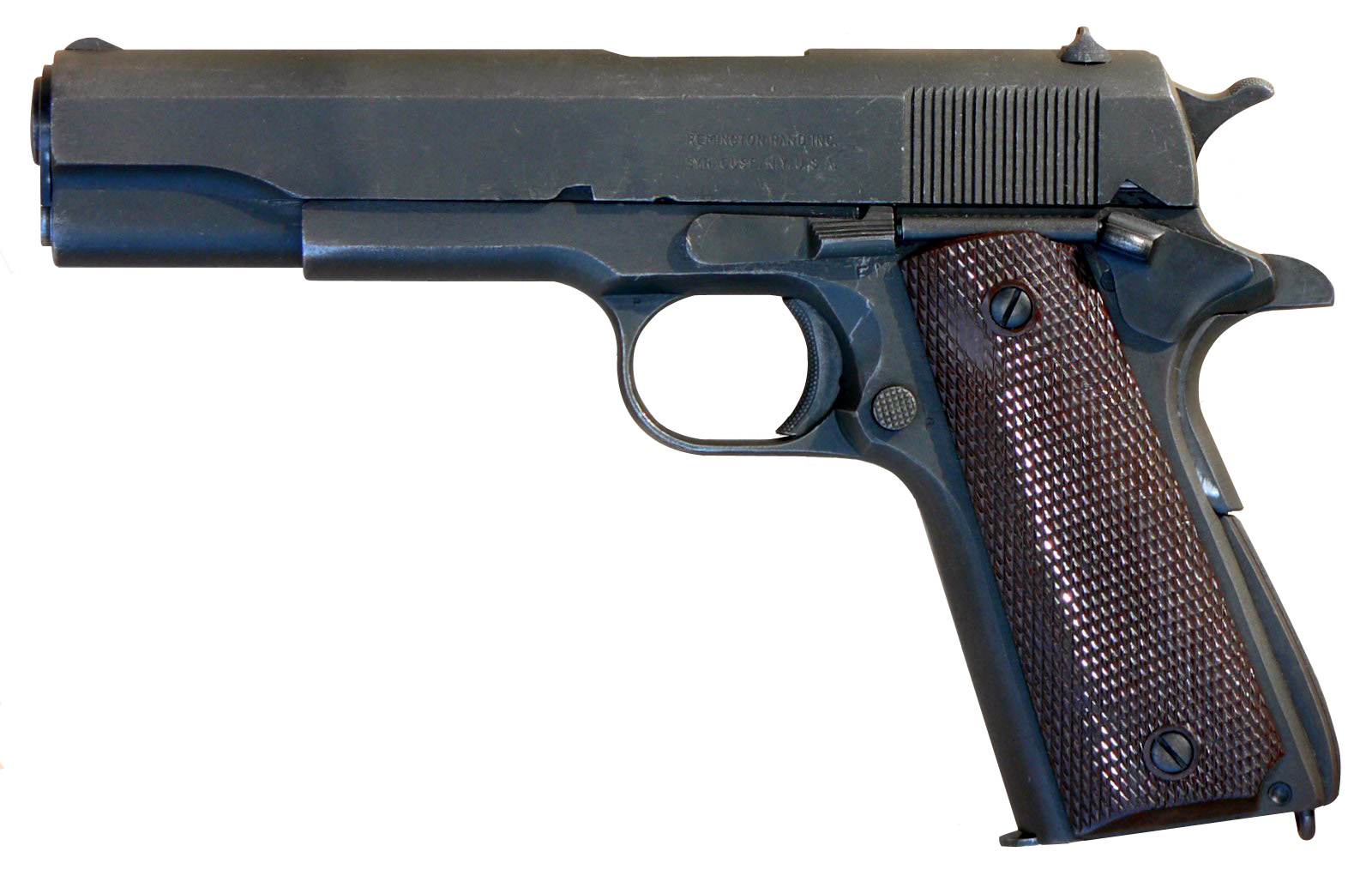
Colt M1911A1

- Colt M1900
- Colt M1902
- Colt Model 1903 Pocket Hammerless
- Colt Model 1908 Vest Pocket
- Colt M1911
- Colt 1911A1
- Colt 2000
- Colt Mustang
- Colt Delta Elite
- Colt Double Eagle
- Colt New Agent
- Colt Officer's ACP
- Colt Woodsman
- Colt Commander

### Автоматична зброя

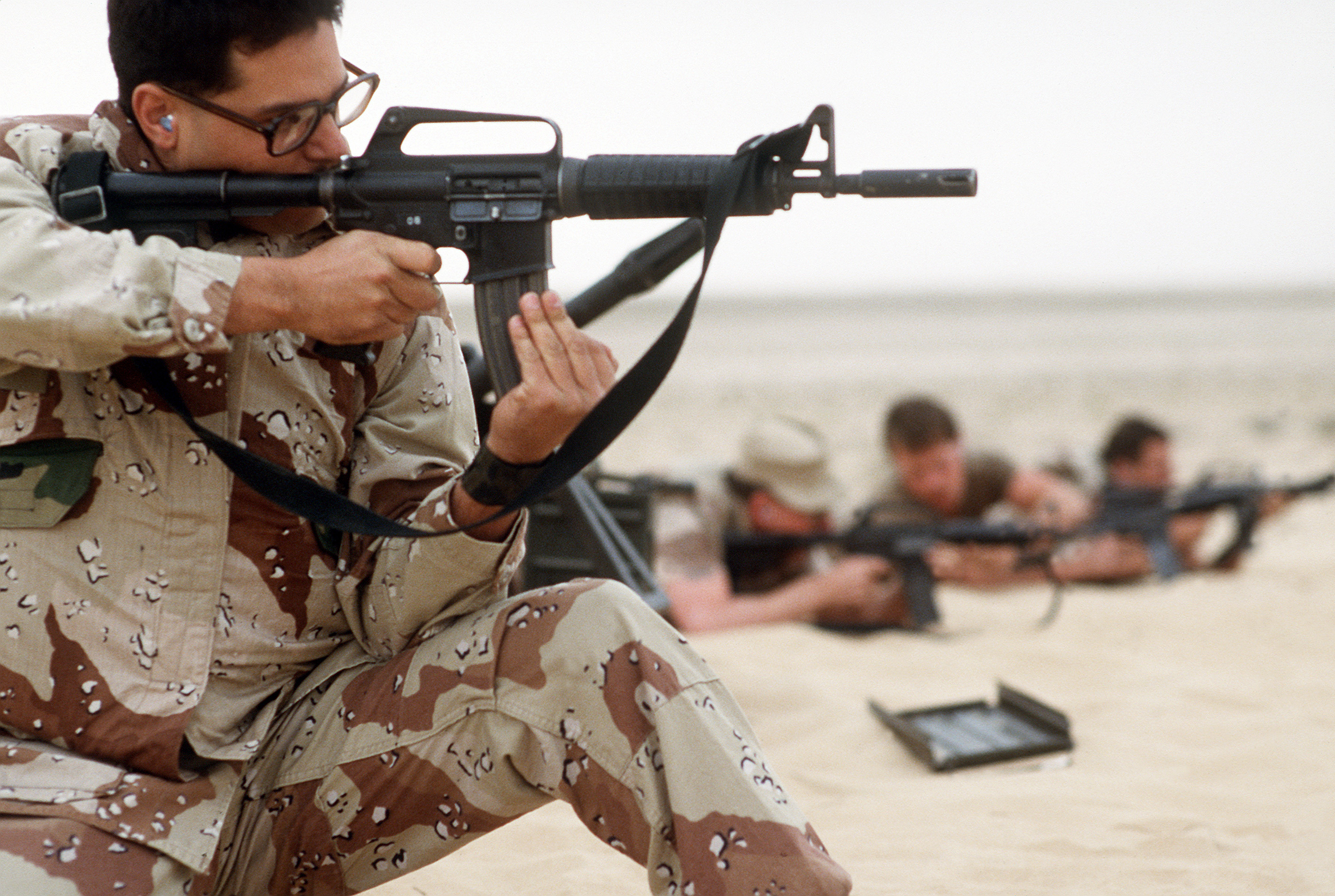
Солдат ВПС США з CAR-15

- Colt-Browning M1895
- M16
- CAR-15
- AR-15
- M4
- Colt ACR
- BAR
- Thompson

## Патрони
- .25 ACP
- .32 ACP
- .32 Short Colt
- .32 Long Colt
- .38 ACP
- .380 ACP
- .38 Short Colt
- .38 Long Colt
- .41 Long Colt
- .44 Colt
- .45 ACP
- .45 Colt